# كارلوس روتوندي
كارلوس روتوندي (بالإسبانية: Carlos Rotondi)‏ هو لاعب كرة قدم أرجنتيني في مركز الهجوم، ولد في 12 مارس 1997 في ريو كوارتو في الأرجنتين. لعب مع نيولز أولد بويز.

## وصلات خارجية
- كارلوس روتوندي على موقع قاعدة بيانات كرة القدم.إي يو (الإنجليزية)
- كارلوس روتوندي على موقع Soccerway.com (الإنجليزية)